# 劉麒
劉麒，字伯祯，福建闽县人，明朝政治人物、進士出身。

## 生平
永樂十三年，登進士，授監察御史。宣德年間，升任南康府知府，有惠政。